# Вибори до Катеринославської міської думи (1917)
Вибори до Катеринославської міської думи відбулися у 1917-тому році за наказом тимчасового уряду. 

## Політична ситуація напередодні виборів
Перед виборами у Катеринославі як і на більшості українських землях після розпаду Російської Імперії була складна політична ситуація, особливою популярністю у місті користувалися соціалістичні та комуністично-революційні партії які надавали перспективні програми та обіцянки селянам і робітникам, також у місті були популярні про-українські та про-єврейські спілки.

## Нормативно-правова база
Вибори до Катеринославської міської думи відбувались відповідно до Постанови  Тимчасового  уряду  "Про проведення виборів гласних міських дум і про дільничні міські управління» від 15 квітня 1917 року та «Тимчасових  правил  для  проведення  виборів  гласних  міських  дум»,  в  яких визначалася кількість гласних міських дум та термін їх обрання до 1 січня 1919 р. Для міської думи Катеринослава кількість гласних була встановлена 113.

## Списки кандидатів
1. Поалей Ціон
2. Українська соціал-демократична робітнича партія
3. приход Воскресенської церкви
4. більшовики
5. польський демократичний клуб
6. партія народних соціалістів
7. меншовики, Бунд,  польські  та  латиські  соціал – демократи
8. службовці  місцевого самоврядування
9. товариство рівноправ’я жінок
10. партія народної свободи
11. українська партія соціалістів-революціонерів
12. партія соціалістів-революціонерів і Об’єднана єврейська соціалістична робітнича партія
13. ділова група і приход церков
14. прогресивна торгово-промислова група
15. українські трудовики
16. міщани м. Катеринослава
17. єврейський блок
18. дрібні торговці
19. ремісники
20. домовласники околиць м. Катеринослава
21. єврейська національно-демократична група
22. союз домовласників
23. союз службовців в урядових, приватних і громадських установах

## Списки виборців
Статистичний  відділ катеринославської  міської  управи  з  19  по  24  травня цього  року провів у Катеринославі  перепис  населення  за  програмою  Всеросійського  міського перепису,  на  основі  якого  складалися  списки  по  виборах  до  міської  думи. Населення міста за результатами цього перепису складало 210 349 осіб, з яких  (за  даними  «Екатеринославской  городской  статистики»)  виборців  на серпень 1917 р. було 127 879.

## Голосування
Голосування відбулось 13 (26) серпня 1917 року

## Результати Виборів
1. Поалей Ціон 632 голоси
2. Українська соціал-демократична робітнича партія 3381
3. приход Воскресенської церкви 142
4. більшовики 14326
5. польський демократичний клуб 1372
6. партія народних соціалістів 757
7. меншовики, Бунд,  польські  і  латиські  соціал–демократи 9259
8. службовці  місцевого самоврядування 408
9. товариство рівноправ’я жінок 466
10. партія народної свободи 5593
11. українська партія соціалістів-революціонерів 756
12. партія соціалістів-революціонерів і Об’єднана єврейська соціалістична робітнича партія 15803
13. ділова група і приход церков 1971
14. прогресивна торгово-промислова група 855
15. українські трудовики 1950
16. міщани м. Катеринослава 160
17. єврейський блок 12138
18. дрібні торговці 475
19. ремісники 259
20. домовласники околиць м. Катеринослава 1600
21. єврейська національно-демократична група 242
22. союз домовласників 362
23. союз службовців в урядових, приватних і громадських установах  510

## Розподіл місць гласних за результатами виборів
- Поалей Ціон – 1 місце
- Українська соціал-демократична робітнича партія – 5 місць (Ісак Мазепа, Ілля Вирва, Гаврило Воробйов, Федір Дубовий, П. Н. Заремба)
- більшовики – 22 місця (Валявко Василь Антонович, Власенко Степан Наумович, А. П. Григор’єва, Гопнер Серафима Іллівна, Квірінг Еммануїл Йонович, Копилов Микола Васильович , Лебідь Дмитро Захарович, Петровський Йосип Олександрович, Ройзенман Борис Онисимович (Ісаак Аншелевич), Микола І. Хавський, Л. Д. Цимеринов, З. С. Шалит та інші)
- польський демократичний клуб – 2 місця
- партія народних соціалістів – 1 місце
- меншовики, Бунд,  польські  і  латиські  соціал–демократи – 14 місць (Зандер Сергій Іванович, Фушман  Арон Мойсейович, Чемерисський Олександр Ілліч та інші)
- службовці  місцевого самоврядування – 1 місце
- товариство рівноправ’я жінок – 1 місце
- партія народної свободи - 9 місць (Валеріан Йосипович Снежинський)
- українська партія соціалістів-революціонерів – 1 місце (Михайло Михайлович Федоров)
- партія соціалістів-революціонерів і Об’єднана єврейська соціалістична робітнича партія – 24 місця (Малтапар Георгій Миколайович, М. М. Ломовський, Л. З. Николаєвський та інші)
- ділова група і приход церков – 3 місця
- прогресивна торгово-промислова група – 1 місце
- українські трудовики – 3 місця (Василь Біднов, Іван Труба, Іван Штефан)
- єврейський блок – 19 місць (Давид Шморгонер)
- дрібні торговці – 1 місце
- домовласники околиць м. Катеринослава – 3 місця
- союз домовласників – 1 місце
- союз службовців в урядових, приватних і громадських установах  – 1 місце[2]